# 藪医者 (ドウの絵画)
『藪医者』（やぶいしゃ、蘭: De kwakzalver、英: The Quack Doctor）は、17世紀オランダ絵画黄金時代の画家ヘラルト・ドウが1652年にキャンバス上に油彩で制作した絵画である。1939年に購入されて以来、ロッテルダムのボイマンス・ヴァン・ベーニンゲン美術館に所蔵されている。

## 作品
この絵画は、品物を売ろうとする藪医者の周囲に集まる群衆を表している。ドウはまた、画面左端にパレットを手に窓から身を乗り出している自身の姿を描き入れている。自身を画面に登場させることにより、画家は絵画に含まれる欺瞞をインチキ医療の欺瞞と対照させている。ドウにとって、この構図は新たな試みであった。彼は、窓によって枠どられる室内の情景で知られていたからである。本作は非常に多くの文献で取り上げられ、藪医者を扱った主題中、最も知られている作品のうちに数えられる。
藪医者を表す場面「クワクゾルフェルス (kwakzolvers)」は愚昧を表し、ヤン・ステーン、ヤン・フィクトルス、ヤン・ミーンセ・モレナールなどのオランダの風俗画において一般的な主題であった。クワクゾルフェルスは、藪医者が脚、足、あるいは頭 (愚昧の石を除去) に手術をしている情景、または歯を抜いたり、特許薬を差し出す情景を描く。
絵画の象徴性は、藪医者の提供する品々の無意味さを示している。藪医者の前のテーブルの上にはサルがおり、藪医者が人々を騙していることを意味する。実際、人々は藪医者を真似る者たち以外、騙されやすい存在として描かれている。右端の少年は女のポケットからお金を盗んでおり、別の少年は鳥をおびき寄せている。画面の細部は、鑑賞者にはエンブレム・ブックあるいは諺からなじみ深いものであったと思われる。子供のお尻を拭いている女は、藪医者の提供する品々の性質を示す。彼女はホットケーキを売っているが、それは焼く時に藪医者のおしゃべりのような音を立てるのである。彼の異様に大きな証書は偽物と見られたであろう。この場面は、法律やギルドの規定がゆるく、外部の商人たちが自由に品物を売ることができた、レイデンの町の門前で開かれていた毎年恒例の祭り中に設定されている。祭りが行われていることは右側の張り紙に記されており、死んだ野ウサギを担いでいる男は狩猟の法律がゆるめられていることを示している。
本作はドウの作品としては大きく、それはおそらく画家にとっての重要さを表している。画面の場所は、背景にある町の門、風車、橋によって特定できる。ここは、レイデンのハルヘワテル (Galgewater) にあった画家のアトリエの外である。前述のように、画面設定は、現実の模倣者である画家の欺瞞を藪医者の欺瞞と対照させようとするドウの意図を強調する。ドウは、上流階級の鑑賞者は描かれている騒動には関係していないと示唆することで、彼らを安心させようとしているのかもしれない。あるいは、欺瞞を用いる彼自身の職業に対する節度を表しているのかもしれない。ドウはトロンプルイユの名人画家であった。画面には生きている木と死んだ木 (おなじみの選択的モティーフ) が登場するが、おそらく芸術における欺瞞のみが道徳的に許容されることをほのめかしている。

## 17世紀のクワクゾルフェルス

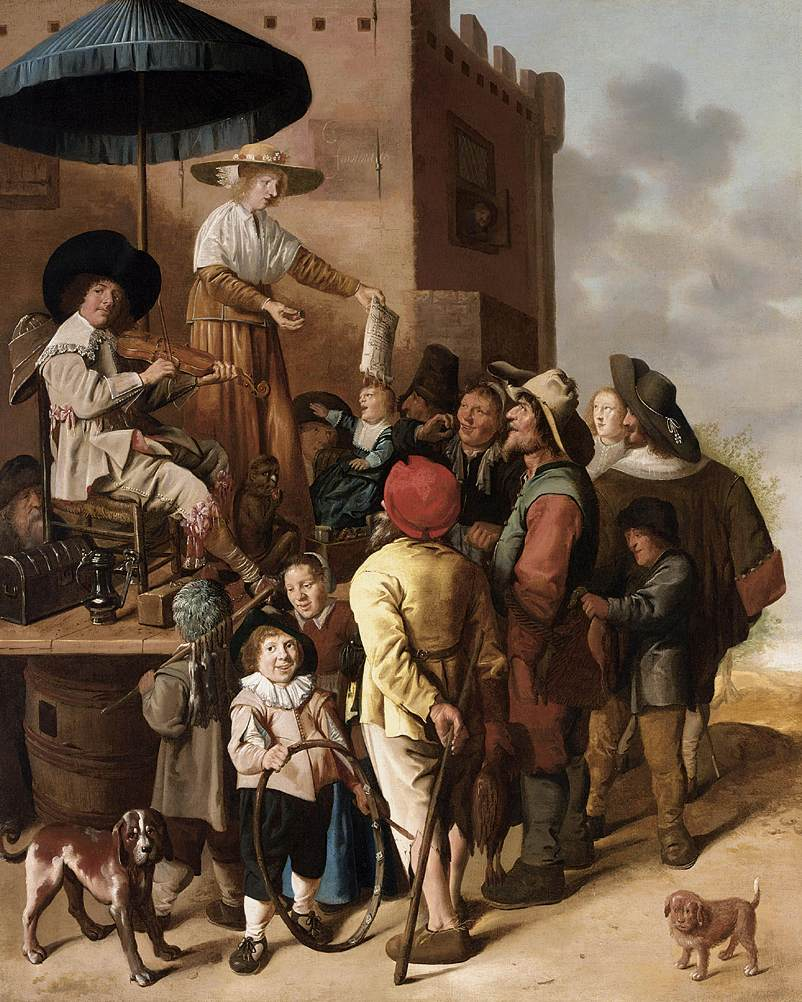
ヤン・ミーンセ・モレナールの作品 (1630年ごろ)
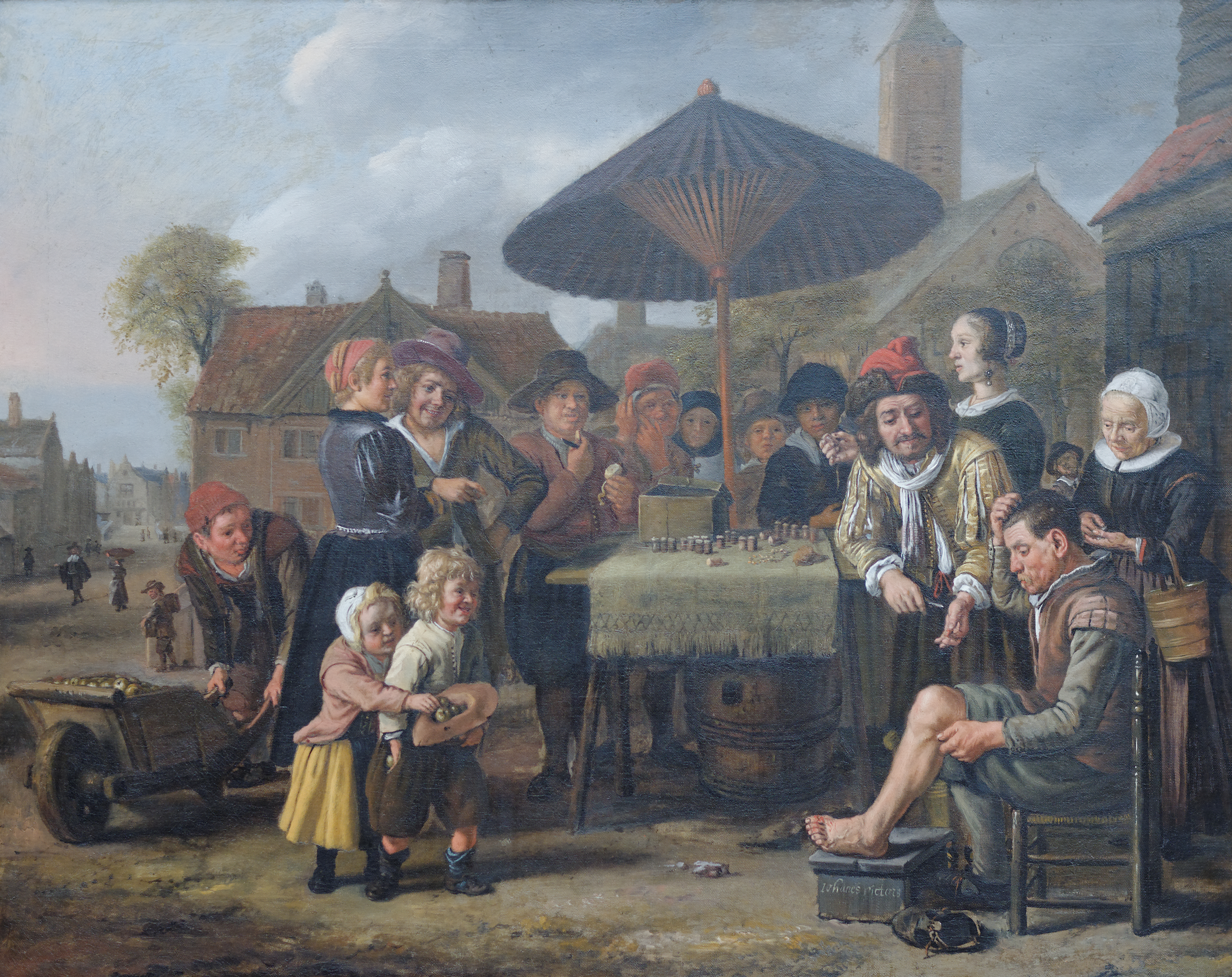
ヤン・フィクトルス（英語版）の作品 (1650年代)
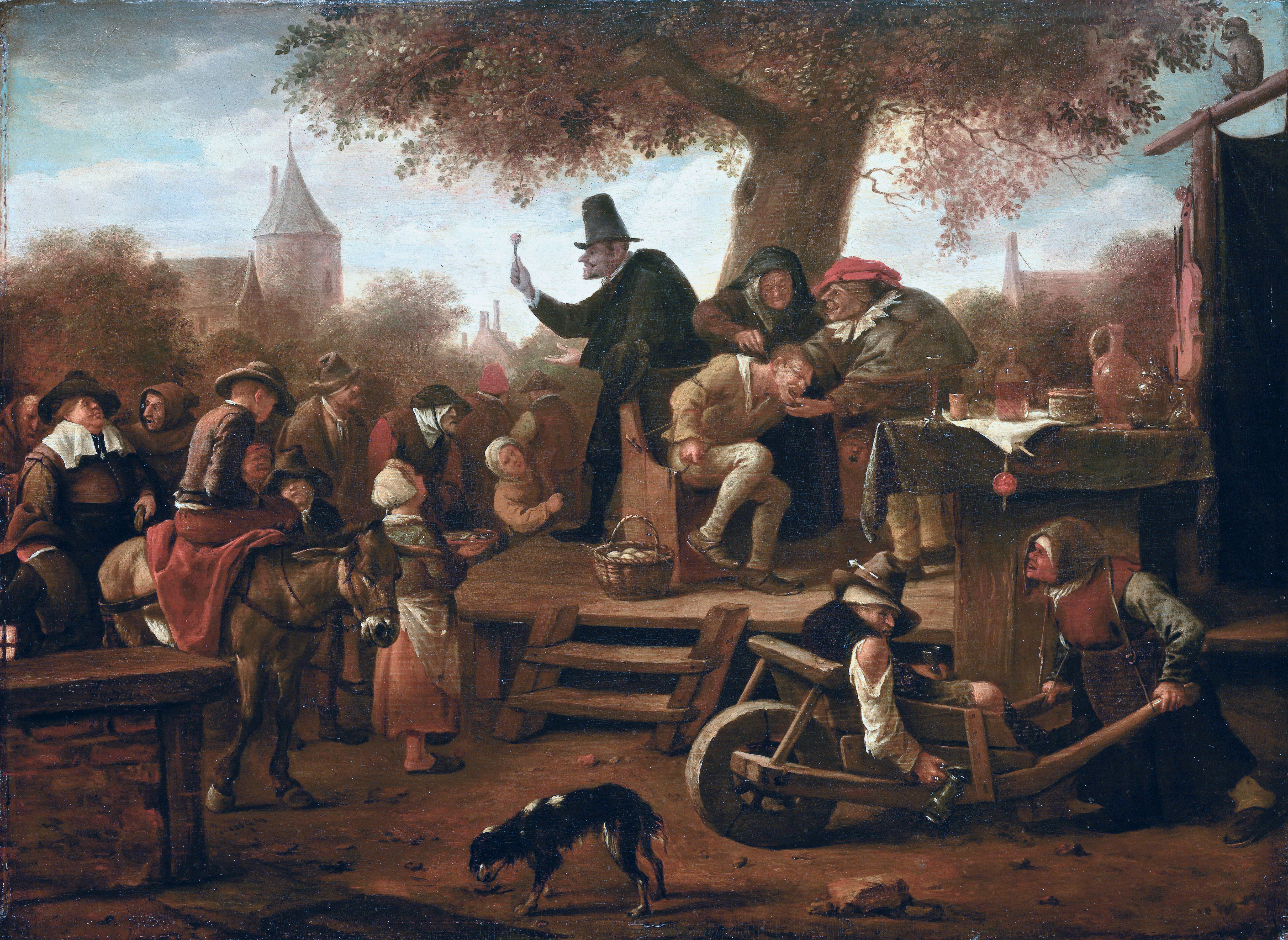
ヤン・ステーンの作品 (1650年代)